# Vermes Ágoston
Vermes Ágoston (Budapest, 1931. január 19. – Budapest, 2019. április 27.) Gábor Dénes-díjas gépész- és repülőmérnök, főiskolai tanár.

## Életpályája
A Miskolci Nehézipari Műszaki Egyetem Gépészmérnöki Karán, majd a BME Hadmérnöki Karának Repülőmérnöki Fakultásán tanult, ahol jeles eredménnyel fejezte be tanulmányait. 1953 decemberében avatták főhadnaggyá és kinevezték a Magyar Néphadsereg Repülőműszaki Főiskolájának tanszékvezető tanárává. A budaörsi főiskola tervezett Szolnokra telepítése miatt leszerelt, kutatómérnöki munkát vállalt, majd családi okból Győrbe költözött, ahol 1957 és 1974 között a Rába Magyar Vagon- és Gépgyár mérnöke, a gyártmányfejlesztés vezetője lett. 
Feladata volt a vasúti járművek konstrukciós fejlesztése és a kapcsolatos kísérleti munkák irányítása. A Rába gyárban személyes kutatási témaként többek között a vasúti járművek futóműveinek fejlesztésével, a hidropneumatikus rugózással, a járművek meleg-levegős fűtésével és légkondicionálásával, könnyű motorkocsik és alumínium szerkezetű mellékkocsik építésével foglalkozott. 
1976-ban megbízatást kapott a győri műszaki főiskola járműgyártási képzésének előkészítésére, a tanszék megalakítására. 1991-ben való nyugdíjazásáig vezette a tanszéket, amely a magyar járműipar egyik legfontosabb kutató, fejlesztő bázisaként működött. Kiemelkedő személyes eredményei közé tartozott az autóbuszos légkondicionáló berendezések hazai gyártásának beindítása is.

## Munkássága
Sokrétű munkásságát sikeres ipari termékek, találmányok, hazai és külföldi folyóiratokban közölt szakcikkek fémjelzik. Tíz évig a Gépipari Tudományos Egyesület győri titkára volt, húsz évig a Műszaki és Természettudományi Egyesületek Szövetségének megyei oktatási tevékenységét vezette. Ez a bizottság kezdeményezte, segítette a győri műszaki főiskola, a Széchenyi István Egyetem jogelődjének megalakítását.
Ipari szakemberként is rendszeresen részt vett a mérnökképzésben. 1974-től 1991-ig volt a győri Széchenyi István Egyetem és annak jogelőd intézményének főállású oktatója, majd óraadóként, szakmai munkák közreműködőjeként számíthattak tudására. Óraadó tanára volt a BME Vasútgépész Tanszékének és a Bánki Donát Gépipari Műszaki Főiskolának.
Részt vett a RABA-Balaton motorvonat tervezésében, a RABA-MAN motorkocsik tervezésének és gyártásának az irányításában, nagysebességű forgóvázak fejlesztésében és kísérleti vizsgálatában. Tagja volt egy nemzetközi kutató-csoportnak és meghívott előadója a Budapesti Műszaki Egyetemnek. A főiskolán a tanszéki oktató és kutatómunka irányítója és aktív résztvevője, új kutatási témák kezdeményezője volt. 
Nevéhez fűződik a veszélyes árukat szállító tartálykocsik fejlesztése, az autóbusz légkondicionáló berendezések hazai gyártásának előkészítése, az ehhez szükséges gyártmányfejlesztés és kutatás-fejlesztés irányítása. Szakértőként részt vett a magyar járműipar európai minőségbiztosítási rendszerének kialakításában. A Gépipari Tudományos Egyesület tisztségviselője, területi szervezetének elnöke volt. 

## Díjai, kitüntetései
- Pattantyús Ábrahám Géza-díj
- MTESZ-díj
- Széchenyi István Főiskolai Tudományos Díj
- Gróf Széchényi Ferenc-díj
- Gábor Dénes Műszaki Alkotói Díj (1990)